# If You Really Knew Me
If You Really Knew Me (traducido como Si ustedes realmente me conocieran) es un reality show de televisión estadounidense que está siendo emitido por MTV, se centra en la subcultura juvenil y diferentes agrupaciones (o clases sociales) en las escuelas secundarias. Los estudiantes de cada una de las escuelas participa en el Desafío Díario, que es un programa diseñado para unir a los estudiantes en las escuelas. El Día del Desafío, los estudiantes de todas las clases sociales se reúnen en una habitación. Luego, a cada estudiante se le asigna que debe revelar algo personal sobre ellos mismos al grupo. Es en este punto en el que cada alumno comienza su diálogo con las palabras "Si ustedes realmente me conocieran ..." El objetivo del Día del Desafío es demostrar a los estudiantes la posibilidad del amor y la conexión a través de la celebración de la diversidad, la verdad, y la expresión completa. El programa se centrará en varias escuelas secundarias. La serie se estrenó el 20 de julio de 2010 en MTV.

## Información de la serie
| Temporada | Episodios | Premier de temporada | Final de temporada    |
| --------- | --------- | -------------------- | --------------------- |
| 1         | 12        | 20 de julio de 2010  | 12 de octubre de 2010 |